# Oddingley
Oddingley est une localité anglaise située dans le comté du Worcestershire.